# 요코하마 코스모월드

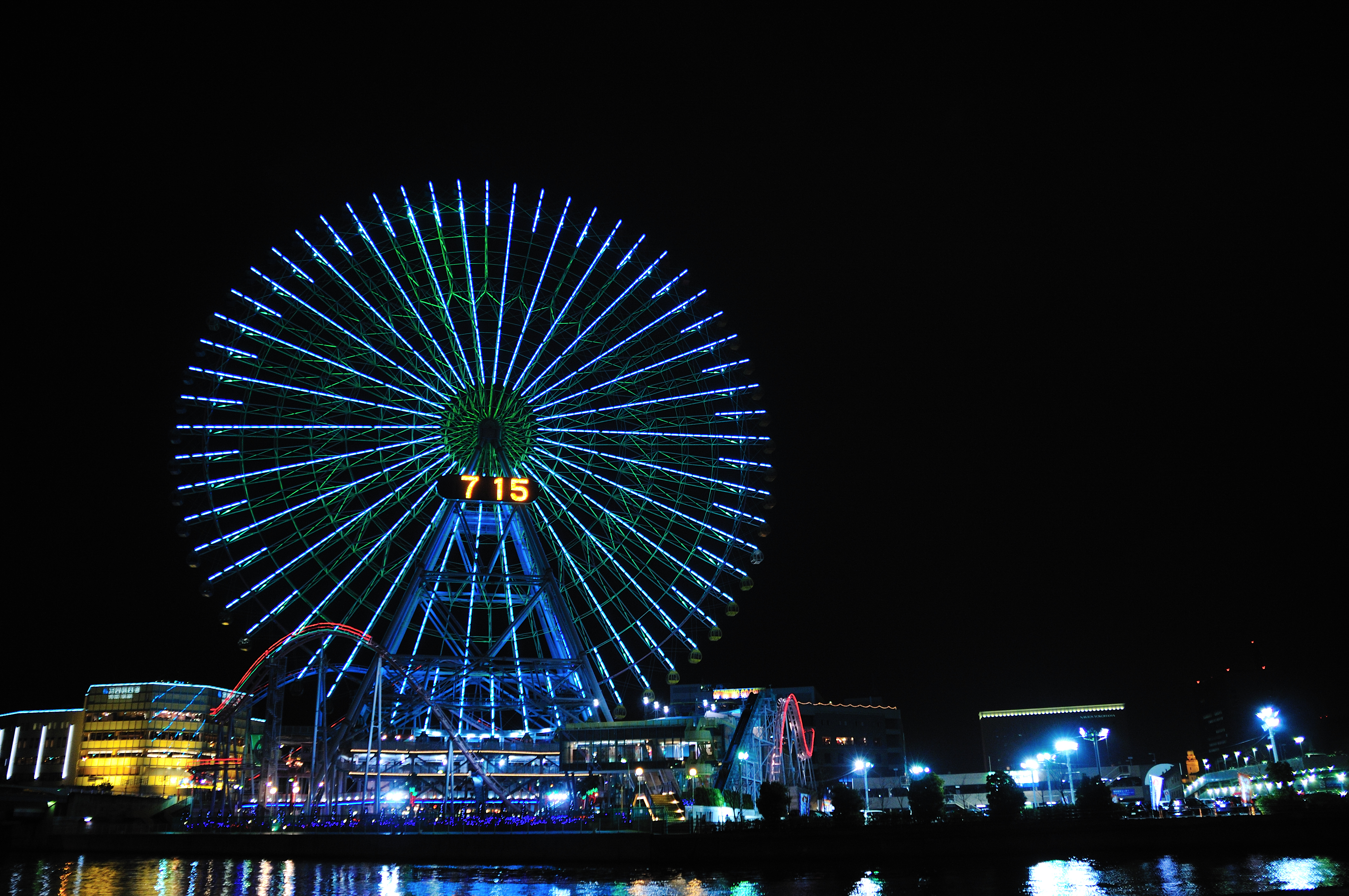
코스모 클락 21

요코하마 코스모월드(일본어: よこはまコスモワールド)는 일본 가나가와현 요코하마시 미나토미라이 21에 있는 놀이공원으로, 코스모 클락 21이 있다. 이 밖에도 원더 우뮤즈 존, 부라노 스트리트존, 키즈 카니발존의 3구역으로 나뉜 공간에서 27개의 놀이기구를 즐길 수 있다.

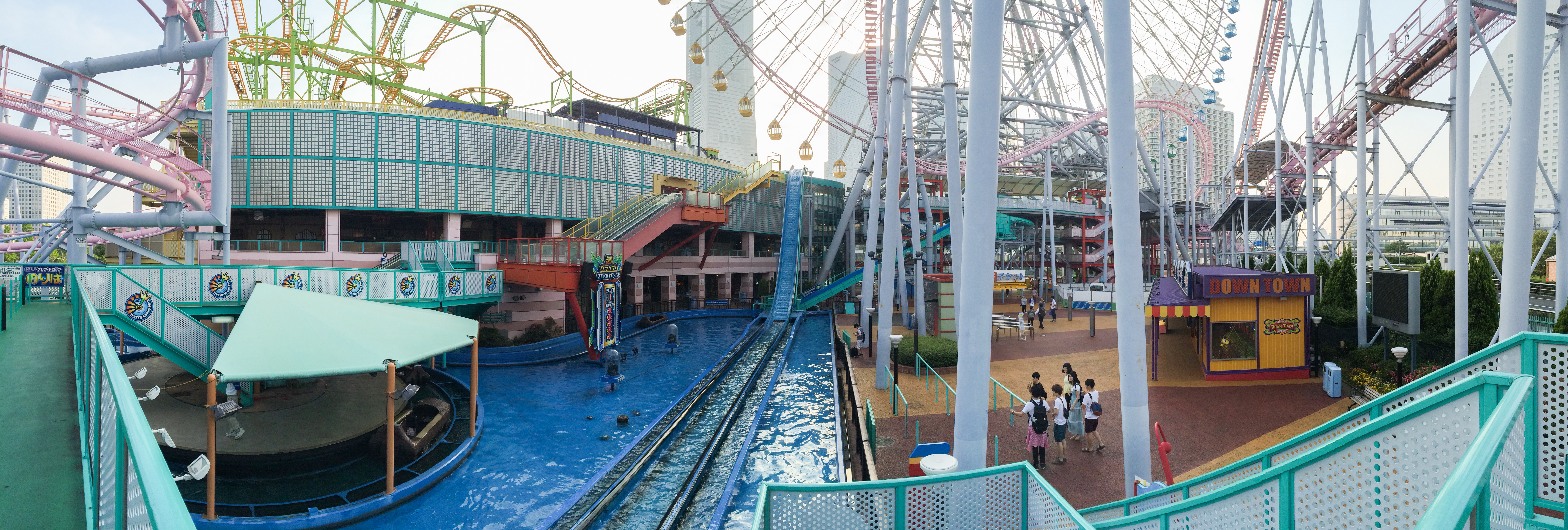
파노라마